# علیرضا شایان‌مهر
دکتر علیرضا شایان‌مهر (متولد ۱۳۳۵)  جامعه‌شناس ایرانی و استاد دانشگاه آزاد اسلامی واحد تهران شمال و دانشگاه الزهرا مدرس آموزش کارکنان تامین اجتماعی وعضو هیات علمی و هیات دبیران چندین سمینار ملی و  بین المللی در زمینه آسیب های اجتماعی، نماینده تامین اجتماعی ایران در سمینار و نشست ای آل او در ایران و نماینده ایران در نشست سازمان ملل ،  سمینار رفاه اجتماعی ،همکاری پژوهشی با شورای انقلاب فرهنگی، موسسه عالی پژوهش تامین اجتماعی، سازمان پژوهش و برنامه ریزی آموزش و پرورش، وزارت کشور، استانداری ها،  بوده  و اکنون در حال تالیف و ترجمه مجموعه عظیم متفکران جامعه شناسی مدرن جهان ، بررسی جامعه شناختی مهاجرین در کانادا،  بررسی آثار برندگان نوبل ادبیات جهان در ۸۰ سال اخیر، است.وی بیش از ۵۰ سال از عمر خود را صرف فعالیت های علمی و پژوهشی با کار برد های بین المللی، ملی و منطقه ا ی نموده است و در دهها برنامه رادیو و تلویزیونی به بررسی مسایل  و آسیب های اجتماعی  پرداخته است.
او سرپرست و مؤلف دائرةالمعارف تطبیقی علوم اجتماعی است. این دایرةالمعارف ۲۰ جلدی اولین دایرةالمعارف  تطبیقی با بیش از ۱۸ هزار صفحه و هزاران رفرنس وهمکاری عده کثیری از اساتید، دانشجویان و محققان، تالیف ، تدوین و گرد آوری شده است.او علاوه بر فعالیت گسترده علمی و پژ‌وهشی و  بنیادی ، موفق به اجرایی و کاربردی نمودن بسیاری از این پژوهش شده است. از جمله افتخارات او تسهیل و اجرایی نمودن بیمه قالیبافان تک باف خانگی و اصلاح و ايجاد زمینه لازم برای مکانیزه وبهبود سیستم شناسایی در تامین اجتماعی ایران  است. وی با پیوند دقیق ، و وسیع مباحث تئوریک با نیاز های اجتماعی،  تاثیر عمیقی در  شناخت   و بهبود وضعیت رفاهی جامعه داشته است. 
علیرضا شایان مهر بیش از دو دوره استاد نمونه و توسط مراکز پژوهشی و اجرایی  متعدد از نظر علمی، مورد تقدیر قرار گرفته است. او همواره خود را مدیون اساتید پیشین  و متعهدبه انتقال صادقانه دانش، تجربیات و آموخته ها به دانشجویانش می داند. اوعلیرغم بازنشستگی روزانه ۱۸ ساعت کار می کند و  همچنان در ایران و کانادا  در حال تحقیق، تالیف و پژوهش است.  
کتاب های او عبارتند از: 
دایرالمعارف تطبیقی علوم اجتماعی ۲۰ جلد 
اطلاعات اقتصادی و اجتماعی ایران و جهان 
هانا ارنت 
بوردیو 
مارکس 
ادرنو 
جامعه شناسی جنگ 
مبانی تامین اجتماعی در ایران  
آثار پژ هشی:  
مشارکت شهروندی  
بیمه قایبافان  
بیمه صیادان  
مناسب سازی شهر تهران برای افراد ناتوان جسمی حرکتی  
طرح جامع مسایل اجتماعی شهر تهران ، مسایل جمعیتی.  مسکن  
تغییرات بنیادی آموزش و پروش  
تورم رکودی و تاثیر ان بر مسایل اقتصادی و اجتماعی تامین اجتماعی  
اسیب های اجتماعی ایران  
بررسی مسایل اجتماعی  در پارسل بندی کل کش  
واژه نامه فرهنگ علوم انسانی  
جامعه شناسی ادبیات  
طرح توسعه خودگردان  بافق و بهاباد  
جزوات دانشگاهی و طرح درس، جامعه شناسی انقلاب، جنگ، توسعه، ادبیات، رفاه،تکنیک های خاص تحقیق، مبانی جامعه شناسی    

## آثار
- دائرةالمعارف تطبیقی علوم اجتماعی (بیست جلدی)، علیرضا شایان مهر، ناشر: کیهان

تاکنون هفت جلدچاپ شده:مجلداول و دوم اصطلاحات عمومی/مجلدسوم تاششم جنگ و انقلاب/مجلدهفتم هنروادبیات
- جامعه‌شناسی جنگ، علیرضا شایان مهر، ناشر: جامعه شناسان، ۱۳۹۱
- تئودور آدورنو، علیرضا شایان مهر، ناشر: اختران،1394
- هانا آرنت، علیرضا شایان مهر، ناشر: اختران،1394
- پی یر بوردیو، علیرضا شایان مهر، ناشر: اختران،1394
- مباني تامين اجتماعي در ايران، علیرضا شایان مهر، ناشر: انتشارات علمی و فرهنگی، 1397